# Иново
Вижте пояснителната страница за други значения на Иново.
Ѝново е село в България, област Видин, община Видин.

## География
Селото е разположено на 3 километра северозападно от Видин. Районът на Летище Видин опира до югозападния край на Иново.

### Местности
В Иново са разположени 34 местности, изцяло земеделска земя, без горски фонд:
- Ефенди
- Градец
- Колтук
- Под Градец
- Мирилайските
- Бостаните
- Върха
- Фондовете
- Над село
- Падината
- Брестовете
- Геранчето
- Чунгуруските
- Пировитите
- Могилата
- Чешмата
- Долен гред
- Герена
- Под село
- Алимана
- Трънките
- Гьола
- Бановци
- Кратките
- Ендечето
- Смолниците
- Немския ендък
- Ново лозе
- Гръчки път
- Динковско бърдо
- Лозята
- Инивото
- Белуйна
- Неговановски път

## История
Селище съществува на това място още от Средновековието. В османските регистри се среща под името Хиново, което се свързва с „лековит извор“, „лековита вода“. Към Иново е присъединено село Смърдан (или Смардан), считано от 1 януари 1960 г.
През Руско-турската война край Смърдан румънски войски водят решително сражение с турците на 24 януари 1878 г., като понасят загуби от 119 убити и 316 ранени войници, 4 убити и 7 ранени офицери. В селото има паметник на загиналите румънски воини.
По време на Сръбско-българската война от 1885 г. при село Иново се водят тежки боеве срещу обсаждащите сръбски войски, като сърбите не са допуснати да преминат защитната линия.
В първите години на комунистическия режим в Смърдан голямо влияние има Българският земеделски народен съюз – Никола Петков; опозицията получава 51 % от гласовете на изборите през 1946 г.
По време на колективизацията в селото е създадено трудово кооперативно земеделско стопанство „Димитровски завет“ по името на комунистическия лидер Георги Димитров. По онова време 9 семейства (35 души) от Смърдан са принудително изселени от комунистическия режим. Местни жители пребиват изпратени в селото комунистически агитатори през 1958 г.

## Население
Преброяване на населението през 2011 г.
Численост и дял на етническите групи според преброяването на населението през 2011 г.:
|                     | Численост | Дял (в %) |
| Общо                | 717       | 100,00    |
| Българи             | 699       | 97,48     |
| Турци               | 0         | 0,00      |
| Цигани              | 0         | 0,00      |
| Други               | 0         | 0,00      |
| Не се самоопределят | 0         | 0,00      |
| Неотговорили        | 14        | 1,95      |

## Редовни събития
Съборът в селото се провежда в края на май или края на юни. Така например през 2010 г. е на 22 – 23 май, а през 2013 г. е на 25 юни.

### Цитирани източници
- Груев, Михаил. Преорани слогове. Колективизация и социална промяна в Българския северозапад 40-те – 50-те години на XX век.   София, Сиела, 2009. ISBN 978-954-28-0450-5.